# Zoungamè
Zoungamè ist ein Arrondissement im Departement Ouémé im westafrikanischen Staat Benin. Es ist eine Verwaltungseinheit, die der Gerichtsbarkeit der Kommune Aguegues untersteht.

## Demografie und Verwaltung
Gemäß der Volkszählung 2013 des beninischen Statistikamtes INSAE hatte das Arrondissement 17.445 Einwohner, davon waren 8588 männlich und 8857 weiblich.
Von den 23 Dörfern und Quartieren der Kommune Aguegues entfallen acht auf Zoungamè:
1. Aniviékomè
2. Djigbékomè
3. Donoukpa
4. Kindji
5. Kintokomè
6. Sohèkomè
7. Trankomè
8. Woundékomè